# Pont del Ferrocarril (Talarn)
El Pont del Ferrocarril és una obra de Talarn (Pallars Jussà) inclosa a l'Inventari del Patrimoni Arquitectònic de Catalunya.

## Descripció
Pont del ferrocarril que salva un barranc mitjançant una gran estructura, feta amb carreus de pedra ben encaixats. Està compost per cinc arcades de mig punt sostingudes per alts i esvelts matxons de forma lleugerament piramidals. El conjunt està rematat per un ràfec suportat per mènsules amb influències d'un historicisme romànic. Actualment és element perfectament integrat al paisatge revaloritzant-lo.

## Història
Al 1950 queda inaugurada la línia ferroviàries de Lleida a la Pobla de Segur. Aquest ferrocarril havia d'arribar a Saint Girons, França.